# Hilary Bailey
Pour les articles homonymes, voir Bailey.
Hilary Bailey, née le 19 septembre 1936 et morte le 19 janvier 2017) est une écrivaine, critique et éditrice britannique de science-fiction et de fantasy ainsi que des romans, anthologies et essais.

## Biographie
Hilary Bailey naît le 19 septembre 1936 à Bromley dans le Kent. Elle est la fille de Molly Langford et Sydney Bailey. Son père, ingénieur, voyage dans tout le pays et Hilary Bailey change très fréquemment d'école. Elle fréquente le Newnham College de Cambridge, où elle est membre fondatrice de l'Union des femmes de l'Université de Cambridge.
Ses livres incluent Polly Put the Kettle On, Mrs Mulvaney, Hannie Richards et All the Days of My Life, avec une héroïne qui subit le sort de toutes les femmes qui s'éloignent de ce qu'on attend d'elles. Elle écrit une biographie de Vera Brittain et des suites à Jane Eyre et Le tour d'écrou (The Turn of the Screw), un roman intitulé Miles and Flora, qui se déroule quelque temps après l'original et ressuscite l'un des personnages principaux.
Elle est critique littéraire pour The Guardian. Le journaliste Gilles Edmonds qui l'a croisée à plusieurs reprises qualifie ainsi son style « l'expression appropriée, la phrase bien tournée, l'élocution sèche étaient toujours son style d'écriture. ». Elle co-édite l'anthologie 7 de la série New Worlds Quarterly avec Charles Platt (author) (en), puis édite seule les séries 8, 9 et 10 (dernière à paraître).
Elle est publiée à deux reprises dans le magazine d'anthologie Quark/ publié par Samuel R. Delany et Marilyn Hacker.
Elle est co-auteure non créditée de The Black Corridor (en) (1969) avec Michael Moorcock. Deux des nouvelles de science-fiction de Bailey sont publiées dans des anthologies éditées par Terry Carr : On Our Way to the Future (1970) et Universe 5 (1974).
Hilary Bailey est en train d'éditer North Sea Island, la suite de son livre Fifty-First State, lorsqu'elle meurt.
Ses archives, y compris sa correspondance sont déposées au Bodleian Archives & Manuscripts.

## Vie privée
Bailey est mariée avec Michael Moorcock de 1962 à 1978. Ils ont trois enfants, Sophie, Kate et Max et trois petits-enfants Alex, Tom et Bobby. Elle vit une grande partie de sa vie adulte dans le quartier de Notting Hill qui sert de décor à plusieurs de ses romans. Elle meurt le 19 janvier 2017 à Londres.

## Œuvres

### Parutions en français
- Lloyd Biggle Jr Birkin (éd.), Les petites victimes, Opta, coll. « Revue Fiction » (no 173), 1968, 160 p.
- Hilary Bailey et al., Docteur Gelabius dans Galaxies intérieures, t. 1, coll. « Présence du futur » (no 224), 1976
- Une aventure d'Una Persson, héroïne du temps et de l'espace [« Everything Blowing Up: An Adventure of Una Persson, Heroine of Time and Space »], Marabout, coll. « Bibliothèque Marabout SF » (no 598), 1976
- Maxim Jakubowski (éd.) et Hilary Bailey et al. (trad. Monique Lebailly), Les remparts dans Galaxies intérieures [« The Remparts »], t. 3, coll. « Présence du futur » (no 319), 1981, 352 p. (ISBN 2207303195, lire en ligne)[9].
- La Chute de Frenchy Steiner [« The Fall of Frenchy Steiner »], Denöel, coll. « Revue Science-fiction » (no 1), 1984 (1re éd. 1964)
- Tous les jours de ma vie [« All the Days of My Life »], Montréal, 1987, <abbr class="abbr" title="Nombre trop grand ou trop petit.">9782920129528e éd., 541 p. (ISBN 9782920129528, lire en ligne)

### Sélection d’œuvres en anglais

#### Romans
- (en) Michael Moorcock (Hilary Bailey est co-autrice non créditée de cet ouvrage de science-fiction), The black corridor, New York, Ace Books, 1969, 184 p. (OCLC 2027820, lire en ligne)
- (en) Polly put the kettle on, Londres, Constable, 1975, 165 p. (ISBN 9780094606500, lire en ligne)
- (en) Mrs. Mulvaney, Londres, Constable, 1978, 191 p. (ISBN 9780094619104, lire en ligne)
- (en) All the days of my life (littérature épique), New York, Random House, 1984, 625 p. (ISBN 9780394544465, lire en ligne)
- (en) Hannie Richards, New York, Random House, 1985, 265 p. (ISBN 9780394550046, lire en ligne)
- (en) Cassandra, princess of Troy, Londres, Jonathan Cape, 1993, 325 p. (ISBN 9780224029056, lire en ligne)
- (en) avec Mary Shelley (suite de Frankenstein de Mary Shelley), Frankenstein's bride, Naperville, Sourcebooks Landmark, 2007, 253 p. (ISBN 9781402219924, lire en ligne)
- (en) Fifty-first state (fiction politique), Sutton, Severn House, 2009 (1re éd. 2008), 264 p. (ISBN 9780727866936, lire en ligne)
- (en) et Henry James (suite du roman court Le tour d'écrou écrit par Henry James), Miles and Flora, Londres, Bloomsbury Reader, 2012, 279 p. (ISBN 9781448209484, lire en ligne)

#### Biographie
- (en) Vera Brittain, Isis Large Print Books, 1989, 117 p. (ISBN 978-1850892410, lire en ligne)